# 护裆

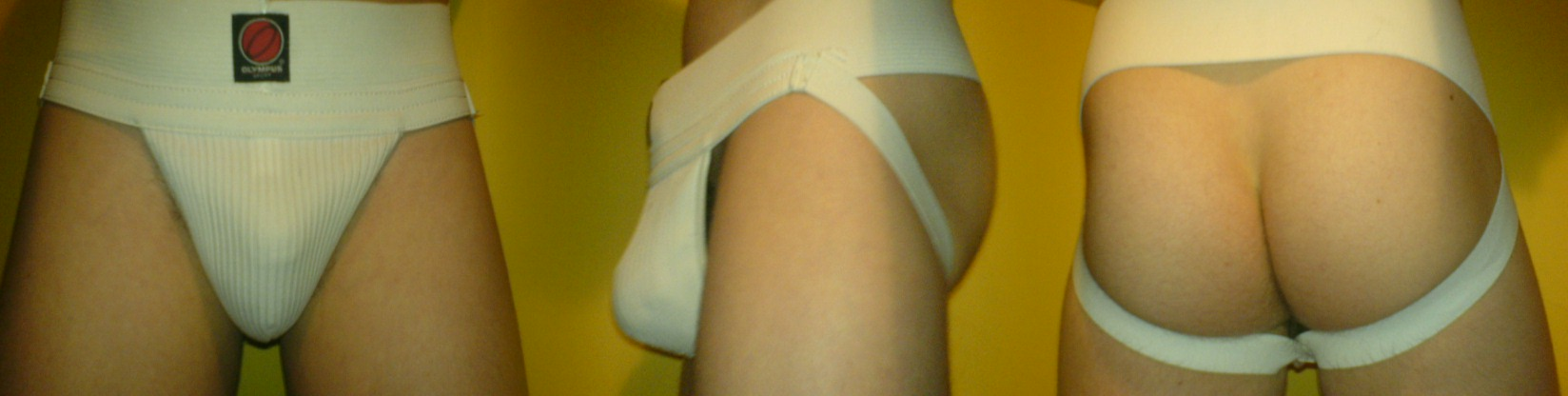
一位穿着护襠男性的正面、侧面及背面照片。

護襠（英語：Jockstrap），又稱護蛋、後空內褲，是一种在触身运动或其他剧烈运动中保护男性睾丸及阴茎的內褲。护襠通常由一条生殖器保护袋的腰带（通常为松紧带）和两条弹性帶子构成，两条弹性带子与生殖器保护袋底部相连在穿过臀部下方与腰带的左侧和右侧相连。在某些种类的护襠设计里，生殖器保护袋前方还有一个口袋，可以装入護具来加强在激烈冲击中对睾丸及阴茎的保护。

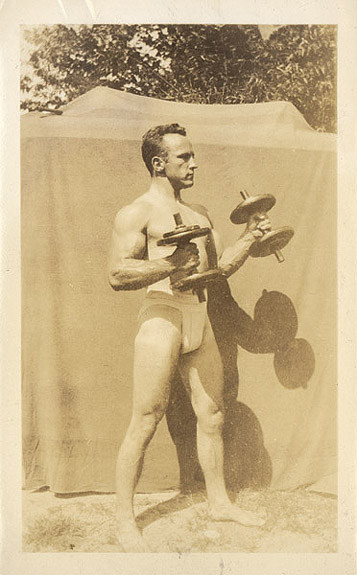
1940年代穿传统护襠的健身男子

## 词源释义
护档的英语对应单词最早可能出现于1891年，并且有可能是“（骑师腰带）”的缩写形式，因为这种服装最早就是为骑自行车送信、送货的人及其他“骑自行车的骑师”而设计的。“自行车骑师腰带（Bike Jockey Strap）”是全球第一条护档，于1874年在美国被制造出来。自1670年代以来，“骑师（Jockey）”的含义是“骑乘者（Rider）”，其主要指的是骑马。
这个单词还是苏格兰姓名“乔克”的爱称，这类似于英格兰姓名“杰克（Jack）”的昵称是“杰基（Jackie）”一样。无论是、，还是、在英语语境里都有“男人”、“同伴”、“男孩”、“普通人”的含义。而在1650年代到1850年代，成为了阴茎的俚语。
而在近代美国英语中，“乔克”也有运动员的含义。这种用法起源于1959年，并且正是因为“护档（Jockstrap）”这个单词的缘故。

## 发展历史

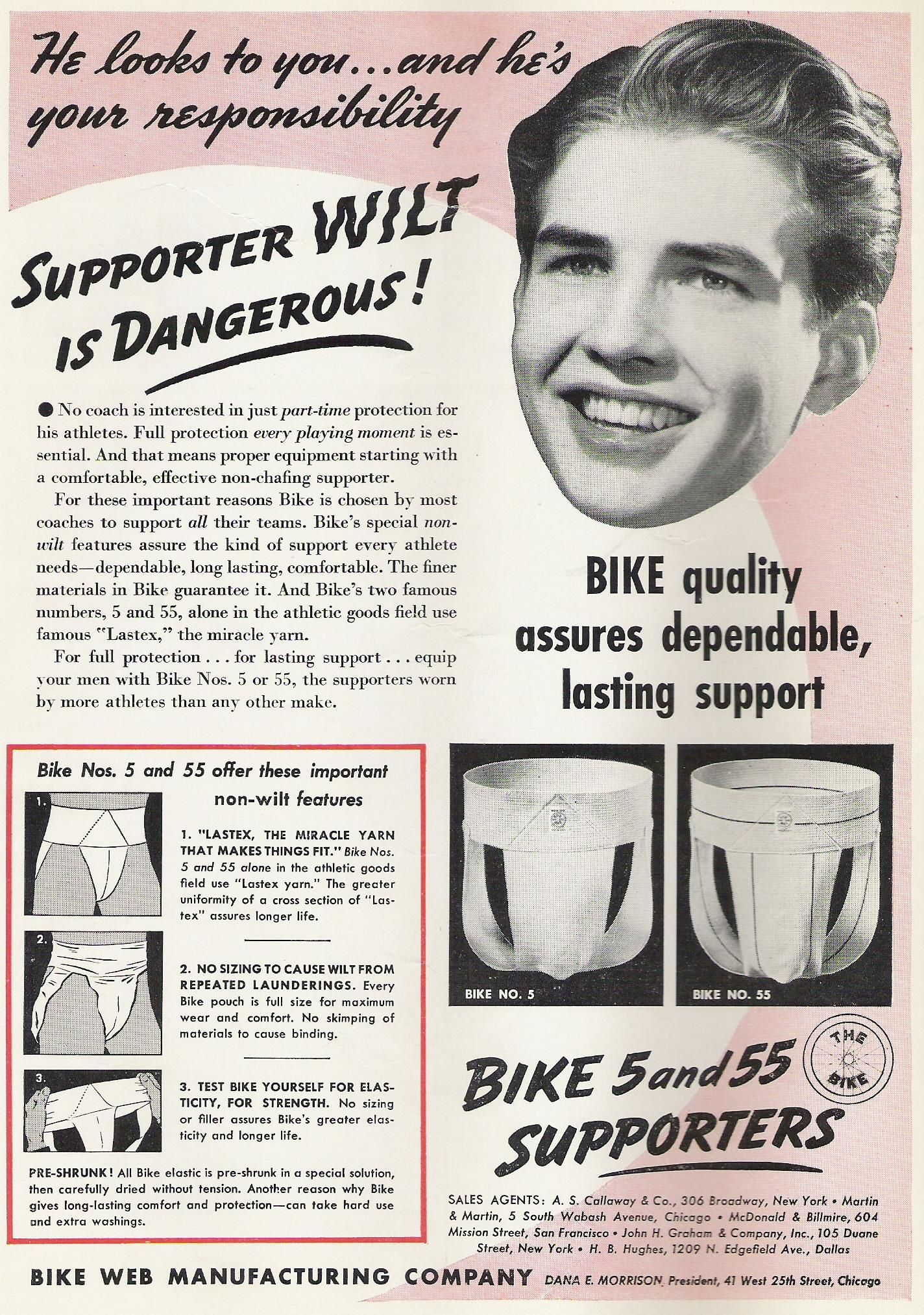
1941年的护档广告

护档是由芝加哥运动用品公司——夏普与史密斯公司（Sharp & Smith）的C·F·班奈特（C. F. Bennett）于1874年发明，旨在为波士顿市内鹅卵石街道上工作的自行车骑师提供保护和舒适感。1897年，班奈特组建了全新的自行车网络公司（Bike Web Company）并对护档申请了专利，从此开始大规模生产“自行车骑师腰带（Bike Jockey Strap）”。后来，自行车网络公司改名为自行车公司，并一直独立经营到2003年。那年，罗素运动（Russell Athletic）收购了自行车公司，并继续使用“自行车（Bike）”商标及徽标生产护档直至2017年将该品牌退役。罗素运动后来成为鲜果布衣的子公司，而鲜果布衣又归伯克希尔·哈撒韦所有。
20世纪早期，随着医学的发展，护档对一款名为“海德堡电腰带（Heidelberg Electric Belt）”的医疗产品问世产生影响。据称，海德堡电腰带可以治疗肾脏疾病、失眠、勃起功能障碍及其他疾病。时至今日，青少年男性及成年男性依旧是护档的主要使用者。他们使用护档以从事体育运动、举重及医疗等，例如护档可以用于血囊肿、腹股沟疝、鞘膜积液、精子囊肿等疾病导致手术后的愈后恢复。
护档现在也变成了一种流行的男性内衣，特别是在同性恋和双性恋男性群体内。

## 设计风格
护档的设计样式在历史发展中并没有出现太大的调整，只是在腰带宽度及制作面料等细节上有所变化。某些护档是转为一些特定运动而设计制作的，例如：泳装护档，这类护档的腰带较窄；冰球护档，这类腰带松紧程度是可以手动调节，并且有时会配有袜带以固定冰球袜，而守门员的笨重护档里还有专门保护下腹部与生殖器的泡沫垫；防风护档，这类护档具有特殊的织物层，可以让穿着者在冬季运动中避免大风和寒冷所造成的伤害。并且，护档也可以用其他面料制作，就像皮革情趣衣物一般。进入2000年代，护档设计和品牌也重新变得流行起来，并且开始出现类似“时尚护档”这类用于日常穿着的护档类型。
护档的替代产品包括“运动内裤（Jock Briefs）”和“辅助内裤（Support Briefs）”。与护档相比，这些内裤的设计在于腰带之下直接有完整的包臀设计，而这些部分都是采用弹性支撑面料制作。丁字裤风格护档在臀下系带的设计上更加窄，这种护档也被称为“舞蹈腰带”。此外还有一种无系带护档，这类护档也被称为“阴茎袜（Jock Sock）”或“弹弓（Slingshot）”。它们的设计上没有臀下系带而只有松紧腰带和松紧护阴袋，但它们足以从正面穿着并固定生殖器。